# Nicholas Williams
Nicholas Jonathan Anselm Williams (nascut l'octubre de 1942 a Walthamstow, Essex, actualment Londres, Regne Unit), també Nicholas Williams o N.J.A. Williams, és un lingüista centrat en l'estudi de les llengües cèltiques. La seva tasca acadèmica és cabdal en el desenvolupament recent de la llengua còrnica. En particular, destaca per ser el creador de la variant de còrnic reviscolat Kernewek Unys Amendys (en anglès: Unified Cornish Revised, o UCR), i per ser un dels principals contribuïdors a la variant Kernowek Standard.

## Tasca lingüística
Williams ha escrit extensament sobre les llengües cèltiques i la seva literatura, en particular, sobre la llengua còrnica. El 1990 Williams publicà l'article A problem in Cornish phonology, on demostrà que els fonemes representats pels grafemes /tj/ i /dj/ mai havien format part de la llengua, i instava a retirar-los de la proposta de còrnic reviscolat de l'acadèmic Ken George, l'anomenat Kernewek Kemmyn. La seva crítica a aquesta variant continuà a l'obra Cornish Today (Spyrys a Gernow, 1995), on presentà endemés la seva proposta de còrnic, l'anomenat Unified Cornish Revised o UCR. Aquesta variant fou desenvolupada a altres obres, com Clappya Kernowek (Agan Tavas, 1997) i el Diccionari Anglès-Còrnic (Agan Tavas, 2000). Posteriorment participà en el desenvolupament d'una variant més actualitzada, l'anomenada Kernowek Standard.
Dintre la seva activitat professional s'inclou la faceta de traductor. El 2002 publicà el Testament Noweth, la primera traducció al còrnic del Nou Testament, realitzada a partir del text grec original. Més endavant, al 2011 es convertí en el primer autor en publicar una traducció completa de la Bíblia. També ha realitzat traduccions al còrnic d'obres clàssiques de la literatura, com «Alícia al país de les meravelles» (Aventurs Alys in Pow an Anethow), «Dràcula» (Dracùla hag Ôstyas Dracùla), o «El Hobbit» (An Hobys, pò An Fordh Dy ha Tre Arta).

## Apunts biogràfics
Williams aprengué còrnic de manera autodidàcta mentre era alumne de la Chigwell School, a Essex. El 1962, essent encara adolescent, esdevingué bard del Gorseth Kernow, amb el nom bàrdic Golvan (en català: pardal). El 1972 rebé el doctorat de Celta a la Queens University, a Belfast. El 2006 fou designat professor associat a l'Escola d'Irlandès, Estudis Cèltics, Folclore i Lingüística del University College, a Dublín.
Williams ha estat descrit per Philip Payton, professor de Cornish Studies a la Universitat d'Exeter, com l'autoritat internacional capdavantera de la llengua còrnica. Ha rebut el primer premi de les competicions Gorsedd en diverses ocasions.

Es casà el 1976 amb Patricia Smyth, i té tres fills bilingües en anglès i irlandès.